# Philippe Herreweghe
Philippe Herreweghe, född 2 maj 1947 i Gent, är en belgisk dirigent specialiserad på barockmusik.
Asteroiden 12567 Herreweghe är uppkallad efter honom.